# Marco Zanni
Marco Zanni, italijanski politik; 11. julij 1986, Bergamo, Italija.
Je aktualni evropski poslanec in predsednik Stranke identitete in demokracije v Evropskem parlamentu.

## Življenjepis

### Izobraževanje
Marco Zanni se je rodil leta 1986 v Lovereju blizu Bergama. Diplomiral je iz poslovne administracije na univerzi Bocconi v Milanu in nato študiral na poslovni šoli ESADE v Barceloni. Po končanem podiplomskem študiju ga je zaposlila Banca IMI, italijanska investicijska banka.

### Evropski poslanec
Maja 2014 je na volitvah v Evropski parlament kandidiral na listi populistične in evroskeptične stranke Gibanje petih zvezd. Izvoljen je bil v volilnem okraju severozahodne Italije s 16.940 preferenčnimi glasovi.
11. januarja 2017 je po neuspelem poskusu stranke G5Z, da se pridruži liberalni skupini ALDE, Zanni gibanje zapustil in se pridružil desničarski skupini Evropa narodov in svobode (ENF). 15. maja 2018 je postal član Lige, desne populistične stranke pod vodstvom Mattea Salvinija .
Zanni je bil ponovno izvoljen na evropskih volitvah leta 2019 z 18.019 glasovi. 13. junija je bil imenovan za vodjo desničarske skupine Identiteta in demokracija (ID).